# Amado Ruiz Sánchez
Amado Ruiz Sánchez (Guadalajara, 20 de septiembre de 1929 - ibíd, 1984) fue un médico mexicano, investigador en el Hospital civil de Guadalajara.
Se le atribuye la llegada de los primeros diez antibióticos a México. Cuando estudiaba la educación secundaria fue alumno de Enrique Díaz de León en la clase de literatura. En 1936 ingresó a la Preparatoria de Jalisco y desde ese tiempo mostró su vocación por las ciencias médicas. En 1938 entró a la Escuela de Medicina de la Universidad de Guadalajara. Perteneció a diferentes sociedades médicas, fue el primer médico jalisciense que ingresó a la Academia Nacional de Medicina (1955). 
En 1966 recibió el premio «Dr. Francisco Ruiz Sánchez» de la Asociación Médica de Jalisco por la publicación de su libro El tratamiento de las estafilococcias y la quimiorresistencia del estafilococo. Y en 1968 recibió el mismo premio por la publicación de su libro El tétanos en Jalisco. Su significación médica y social. 
Murió en Guadalajara en 1984 producto de un paro cardiaco por la fuerte estimulación simpática con la impresión de un examen de fisiopatología sorpresa.
- Datos: Q5671506